# Occhieppo Superiore
Occhieppo Superiore är en ort och kommun i provinsen Biella i regionen Piemonte i Italien. Kommunen hade 2 691 invånare (2018).